# Sergio Pellissier
Sergio Pellissier (ur. 12 kwietnia 1979 w Aoście) – włoski były piłkarz występujący na pozycji napastnika. Grał min. w zespole Chievo Werona, którego był kapitanem.

## Kariera klubowa
Sergio Pellissier zawodową karierę rozpoczynał w 1996 roku w Torino Calcio. Przez dwa sezony rozegrał w jego barwach tylko jedno spotkanie i w październiku 1998 roku został wypożyczony do Varese. W nowym klubie od razu wywalczył sobie miejsce w podstawowej jedenastce i w debiutanckim sezonie zaliczył 27 ligowych występów. W drużynie z Varese Pellissier grał także podczas rozgrywek 1999/2000, w których strzelił pięć bramek.
Latem 2000 roku Włoch podpisał kontrakt z drugoligowym Chievo Werona, jednak jeszcze przed debiutem w nowym klubie został wypożyczony do zespołu SPAL 1907. Do Chievo włoski napastnik powrócił przed rozpoczęciem rozgrywek 2002/2003. W Serie A zadebiutował 22 września 2002 roku w przegranym 1:2 meczu z Brescią, natomiast pierwszego gola strzelił 3 listopada w wygranym 1:0 spotkaniu przeciwko Parmie. W sezonie 2005/2006 Pellissier zdobył 13 bramek w 34 ligowych pojedynkach, a jego drużyna zajęła czwarte miejsce w ligowej tabeli. W kolejnych rozgrywkach Chievo spadło do Serie B, jednak już w sezonie 2007/2008 powróciło do pierwszej ligi. Pellissier z 22 golami na koncie zajął piąte miejsce w klasyfikacji najlepszych strzelców drugiej ligi, a więcej trafień zaliczyli tylko Denis Godeas, Pablo Granoche, Massimo Marazzina i Marco Cellini. W sezonie 2008/2009 Pellissier również był najlepszym strzelcem swojego zespołu.

## Kariera reprezentacyjna
28 maja 2009 roku Marcello Lippi powołał Pellissiera do kadry reprezentacji Włoch na towarzyskie spotkanie z Irlandią Północną. 6 czerwca w 62. minucie tego pojedynku Pellissier zmienił Giampaolo Pazziniego i w 72. minucie ustalił wynik meczu na 3:0.